# خايمي سانشيز
خايمي سانشيز (بالإسبانية: Jaime Sánchez Fernández)‏ (20 مارس 1973 مدريد إسبانيا - ) هو لاعب كرة قدم إسباني يلعب كلاعب وسط.

## روابط خارجية
- خايمي سانشيز على موقع قاعدة بيانات كرة القدم.إي يو (الإنجليزية)
- خايمي سانشيز على موقع بيانات كرة القدم. دي إي (الألمانية)
- خايمي سانشيز على موقع عالم كرة القدم.نت (الإنجليزية)